# گلوبال پتروتک کیش
گلوبال پتروتک کیش شرکت هلدینگ خدمات نفتی ایرانی است، که در زمینه ارائه خدمات حفاری، لجستیک و پشتیبانی حفاری، نگهداری و تعمیرات، مشاوره مهندسی و تأمین کالا فعالیت می‌نماید.
شرکت گلوبال پتروتک کیش در سال ۱۳۸۶ فعالیت خود را با دو دستگاه حفاری آغاز کرد. این شرکت هم‌اکنون مالک ۱ دکل حفاری دریایی و ۳ دکل حفاری خشکی می‌باشد و بعنوان بزرگترین شرکت در حوزه حفاری فراساحلی ایران شناخته می‌شود. شرکت گلوبال پتروتک کیش مالک چهار شرکت تابعه و دو یارد اصلی پشتیبانی است، که در شهر اهواز (با مساحت ۹۵ هزار مترمربع) و در جزیره کیش (با مساحت ۲۵ هزار مترمربع) مستقر می‌باشد. دفتر مرکزی این شرکت در تهران و دفتر عملیاتی آن در جزیره کیش قرار دارند.